# Nikołaj Wydrigan
Nikołaj Zacharowicz Wydrigan (ros. Николай Захарович Выдриган, ur. 12 grudnia 1920 we wsi Kazackoje (obecnie w rejonie berysławskim w obwodzie chersońskim), zm. 12 lipca 1946) – radziecki pilot wojskowy, starszy porucznik lotnictwa, Bohater Związku Radzieckiego (1946).

## Życiorys
Urodził się w ukraińskiej rodzinie robotniczej, jego ojciec po zakończeniu wojny domowej w Rosji służył w Armii Czerwonej jako zawodowy wojskowy i podczas wojny z Niemcami otrzymał stopień generała porucznika. Skończył 7 klas i szkołę fabryczno-zawodową, po czym został tokarzem w zakładach mechanicznych. 
Od 1940 służył w armii, w 1941 ukończył Armawirską Wojskową Wyższą Szkołę Lotniczą Pilotów Obrony Powietrznej w Armawirze. Od lutego 1942 walczył na froncie jako lotnik 211 pułku lotnictwa myśliwskiego Sił Powietrznych 43 Armii Frontu Zachodniego, od maja do czerwca 1942 walczył na Froncie Wołchowskim, a od września 1942 w składzie 220 Dywizji Lotnictwa Myśliwskiego 16 Armii Powietrznej na Froncie Stalingradzkim. W październiku 1942 został przeniesiony jako dowódca klucza do 273 pułku lotnictwa myśliwskiego (późniejszego 31 gwardyjskiego pułku lotnictwa myśliwskiego) 268 (6 Gwardyjskiej) Dywizji Lotnictwa Myśliwskiego, walczył na Froncie Stalingradzkim, Południowym, 4, 1 i 2 Ukraińskim. Brał udział w bitwie pod Stalingradem, operacji rostowskiej, donbaskiej i melitopolskiej, wyzwalaniu Krymu, zachodniej Ukrainy i Polski i walkach na terytorium Węgier i Austrii, wojnę zakończył na terytorium Czechosłowacji. Jako dowódca klucza 31 gwardyjskiego pułku lotnictwa myśliwskiego 6 Gwardyjskiej Dywizji Lotnictwa Myśliwskiego 5 Armii Powietrznej w stopniu starszego porucznika wykonał 629 lotów bojowych i stoczył 57 walk powietrznych, w których strącił osobiście 16 i w grupie 3 samoloty wroga. W 1943 został przyjęty do WKP(b). Po wojnie kontynuował służbę w lotnictwie. Zginął w wypadku lotniczym. Został pochowany w rodzinnej wsi.

## Odznaczenia
- Złota Gwiazda Bohatera Związku Radzieckiego (15 maja 1946)
- Order Lenina (15 maja 1946)
- Order Czerwonego Sztandaru
- Order Wojny Ojczyźnianej I klasy

I medale.